# 金田弘 (詩人)
金田 弘（かなだ ひろし、1921年（大正10年） - 2013年（平成25年）8月17日）は、日本の詩人。
兵庫県龍野市出身。早稲田大学文学部卒業。東洋美術史を学び、会津八一に師事。西脇順三郎、高橋新吉らと親交を結んだ。姫路文学館の設立に参与。
1987年、第23回姫路文化賞受賞。2009年、『虎擲龍拏』にて第20回富田砕花賞受賞。
2013年8月17日、肺炎のため死去。92歳没。

## 著書
- 『かるそん』（羊歯三郎との共著。HALF&HALF名義）FLORA植物園  1963年
- 『ナラ』詩画誌ガラン  1976年
- 『邪鬼 MAGATSUMI 金田弘詩集』花神社 1986年
- 『旅人つひにかへらず ニシワキ宇宙の一星雲から』筑摩書房 1987年
- 『会津八一の眼光』春秋社 1992年
- 『瓔珞』書肆季節社  1994年
- 『高橋新吉五億年の旅』春秋社 1998年
- 『このいろをみよ（詩画集）』（坪田政彦・画、ハーレー・マイケル・マッコーレー・訳）山木美術 2000年
- 『四方四佛 風狂洞随想』湯川書房 2003年
- 『旅人は待てよ 金田弘詩集』湯川書房 2006年
- 『青衣の女人 金田弘詩集』湯川書房 2007年
- 『シムボルのない季節（詩画集）』（坪田政彦・画）山木美術 2008年
- 『虎擲龍拏』書肆山田 2009年

## 参考
- 訃報／金田弘顧問 - Hyogo Poetry Net